# Ernie DiGregorio
Ernest DiGregorio, detto Ernie (North Providence, 15 gennaio 1951), è un ex cestista statunitense, professionista nella NBA.

## Carriera
DiGregorio, dopo aver trascorso la carriera NCAA al Providence College, fu scelto nel 1973 dai Kentucky Colonels della ABA.
Optò invece per la NBA, dove i Buffalo Braves lo avevano chiamato con la terza scelta assoluta, e in quella stagione vinse il NBA Rookie of the Year Award segnando 15,2 punti a partita e guidando la lega nella percentuale ai tiri liberi e negli assist. DiGregorio detiene il record di assist in una partita per un rookie, 25 (insieme a Nate McMillan).
Non riuscì mai a confermare quel livello di gioco ma ebbe una discreta carriera. Nella stagione 1976-77 fu nuovamente il migliore nei tiri liberi con una percentuale del 94,5%. Al termine della stagione 1976-77 fu ceduto ai Los Angeles Lakers, ma disputò solo 25 partite prima di essere tagliato. I Boston Celtics lo ingaggiarono a febbraio, da free agent, ma giocò solo raramente.
Fece ancora qualche apparizione al training camp dei Celtics (nel 1981) e dei New Jersey Nets (nel 1983). Di fatto però le sue ultime partite su un campo NBA risalgono al 1978.

## Vita privata
Ha un nipote, Michael, anch'esso cestista.

## Statistiche
| * | Primo nella lega |

### NBA

#### Regular Season
| Anno      | Squadra        | PG  | PT | MP   | TC%  | 3P% | TL%   | RP  | AP   | PRP | SP  | PP   |
| --------- | -------------- | --- | -- | ---- | ---- | --- | ----- | --- | ---- | --- | --- | ---- |
| 1973-1974 | Buffalo Braves | 81  | -  | 35,9 | 42,1 | -   | 90,2* | 2,7 | 8,2* | 0,7 | 0,1 | 15,2 |
| 1974-1975 | Buffalo Braves | 31  | -  | 23,0 | 44,0 | -   | 77,8  | 1,5 | 4,9  | 0,6 | 0,0 | 7,8  |
| 1975-1976 | Buffalo Braves | 67  | -  | 20,4 | 38,4 | -   | 91,5  | 1,7 | 4,0  | 0,6 | 0,0 | 6,7  |
| 1976-1977 | Buffalo Braves | 81  | -  | 28,0 | 41,7 | -   | 94,5* | 2,3 | 4,7  | 0,7 | 0,0 | 10,7 |
| 1977-1978 | L.A. Lakers    | 25  | -  | 13,3 | 41,0 | -   | 80,0  | 0,9 | 2,8  | 0,2 | 0,0 | 3,9  |
| 1977-1978 | Boston Celtics | 27  | -  | 10,1 | 43,1 | -   | 92,3  | 1,0 | 2,4  | 0,4 | 0,0 | 3,9  |
| Carriera  | Carriera       | 312 | -  | 25,2 | 41,5 | -   | 90,2  | 2,0 | 5,1  | 0,6 | 0,0 | 9,6  |

#### Playoffs
| Anno     | Squadra        | PG | PT | MP   | TC%  | 3P% | TL%  | RP  | AP  | PRP | SP  | PP   |
| -------- | -------------- | -- | -- | ---- | ---- | --- | ---- | --- | --- | --- | --- | ---- |
| 1974     | Buffalo Braves | 6  | -  | 40,0 | 43,0 | -   | 88,9 | 2,7 | 8,7 | 0,2 | 0,0 | 13,7 |
| 1976     | Buffalo Braves | 9  | -  | 24,1 | 48,4 | -   | 100  | 1,4 | 5,0 | 0,6 | 0,2 | 7,6  |
| Carriera | Carriera       | 15 | -  | 30,5 | 45,3 | -   | 94,1 | 1,9 | 6,5 | 0,4 | 0,1 | 10,0 |

## Palmarès
- NCAA AP All-America First Team (1973)
- NBA Rookie of the Year (1974)
- NBA All-Rookie First Team (1974)
- Miglior passatore NBA (1974)
- 2 volte miglior tiratore di liberi NBA (1974, 1977)